# Lindsay (Califórnia)
Lindsay é uma cidade localizada no estado americano da Califórnia, no Condado de Tulare. Foi incorporada em 28 de fevereiro de 1910.

## Geografia
De acordo com o United States Census Bureau, a cidade tem uma área de 6,7 km², onde todos os 6,7 km² estão cobertos por terra.

### Localidades na vizinhança
O diagrama seguinte representa as localidades num raio de 24 km ao redor de Lindsay.

## Demografia
Segundo o censo nacional de 2010, a sua população é de 11 768 habitantes e sua densidade populacional é de 1 740,86 hab/km². Possui 3 193 residências, que resulta em uma densidade de 472,35 residências/km².